# Beeri Nehardaa Tower
Beeri Nehardaa Tower – wieżowiec w osiedlu Ha-Cafon ha-Chadasz we wschodniej części miasta Tel Awiw, w Izraelu.

## Historia
Prace budowlane rozpoczęły się w 2002, jednak zostały wstrzymane na rok z powodu czynności prawnych w sprawie dopuszczalnej wysokości wieżowca i jego wpływu na otoczenie. Budowę ukończono w 2008.

## Dane techniczne
Budynek ma 31 kondygnacji i wysokość 115 metrów.
Wieżowiec wybudowano w stylu postmodernistycznym. Wzniesiono go z betonu. Elewacja jest wykonana w kolorze białym.
Wieżowiec jest wykorzystywany jako luksusowy budynek mieszkalny. Wewnątrz znajduje się basen kąpielowy oraz centrum spa.